# Marattia interposita
Marattia interposita är en kärlväxtart som beskrevs av Christ. Marattia interposita ingår i släktet Marattia och familjen Marattiaceae. Inga underarter finns listade i Catalogue of Life.